# Henrique Tribolet
Henrique Tribolet (Rio de Janeiro, 20 de abril de 1862 - Rio de Janeiro, 1908) foi um pintor e desenhista franco-brasileiro.
Foi aluno e companheiro do paisagista italiano Nicola Facchinetti, a quem deve toda sua excelente formação artística. Tal como seu mestre, deixou muitos quadros em pequeno formato. O tema principal de sua obra é a paisagem. Seu desenho é correto e as cores suaves mas bem escolhidas. Um pintor há muito esquecido que só agora vem recebendo dos críticos e colecionadores a atenção que sua obra merece.
Participou do salão da Escola Nacional de Belas Artes em 1896, através da exposição de seis trabalhos: Cascata grande (Tijuca), Panorama da Boa Vista (Tijuca), Trecho da Tijuca, Vista da fábrica de chitas, Tanjerinas e Lagoa Rodrigo de Freitas.
No acervo do Museu Nacional de Belas Artes, encontra-se um óleo de sua autoria intitulado simplesmente Marinha, datado e assinado em 1896 (inventário nº 2753).